# Campeonato Alagoano 2022
El Campeonato Alagoano de Fútbol 2022 fue la 92.ª edición de la primera división de fútbol del estado de Alagoas. El torneo fue organizado por la Federação Alagoana de Futebol (FAF). El torneo comenzó el 20 de enero y finalizó el 13 de abril.
CRB se consagró campeón tras vencer en la final al ASA Arapiraca, consiguiendo así su título estadual número 32.

## Sistema de juego

### Primera fase
Los 8 equipos se enfrentan en modalidad de todos contra todos a una sola rueda. Culminadas las siete fechas, el último equipo posicionado en la tabla de posiciones desciende a la Segunda División. Mientras que los cuatro primeros clasifican a las semifinales.

### Segunda fase
- Semifinales: Los enfrentamientos de las semifinales se jugarán de la siguiente manera:
  - 1.º vs. 4.º
  - 2.º vs. 3.º

- Definición por el tercer puesto: La disputan los dos perdedores de las semifinales.

- Final: La disputan los dos ganadores de las semifinales.

- Nota 1: Las semifinales, la definición por el tercer puesto y la final se disputan en partidos de ida y vuelta, cerrando la serie en casa del club con mayor cantidad de puntos acumulados hasta ese momento.
- Nota 2: En caso de empate en puntos y diferencia de goles en las semifinales, pasará de ronda el club con mejor rendimiento en la primera fase.
- Nota 3: En caso de empate en puntos y diferencia de goles en la definición por el tercer puesto y la final, se definirá en tanda de penales.

### Clasificaciones
- Copa de Brasil 2023: Clasifican tres equipos. Los dos finalistas y el vencedor del duelo entre el tercer puesto contra el campeón de la Copa Alagoas 2022.
- Serie D 2023: Clasifican dos equipos. El mejor equipo de la tabla acumulada que no dispute la Serie A, Serie B o Serie C en la temporada 2022 o la Serie C en 2023, junto al campeón de la Copa Alagoas 2022.
- Copa do Nordeste 2023: Clasifican tres equipos. A la fase de grupos accede únicamente el campeón. A la Pre-Copa do Nordeste acceden el subcampeón y el equipo con mejor posición en el Ranking CBF 2022, exceptuando a los dos equipos mencionados anteriormente.

## Equipos participantes
| Equipo                | Ciudad              | Estadio                 | Capacidad | Posición 2021      | Títulos (último) |
| --------------------- | ------------------- | ----------------------- | --------- | ------------------ | ---------------- |
| ASA Arapiraca         | Arapiraca           | Municipal Arapiraca     | 12 500    | 5.º                | 7 (2011)         |
| CRB                   | Maceió              | Rei Pelé                | 18 801    | 2.º                | 31 (2020)        |
| Cruzeiro de Arapiraca | Arapiraca           | Municipal Arapiraca     | 12 500    | 1.º (2.ª división) | 0                |
| CSA                   | Maceió              | Rei Pelé                | 18 801    | Campeón            | 40 (2021)        |
| CSE                   | Palmeira dos Índios | Juca Sampaio            | 7000      | 3.º                | 0                |
| Desportiva Aliança    | Pilar               | Municipal Rubens Canuto | 2000      | 4.º                | 0                |
| Jacyobá               | Pão de Açúcar       | Elísio da Silva Maia    | 4000      | 7.º                | 0                |
| Murici                | Murici              | José Gomes da Costa     | 3000      | 6.º                | 1 (2010)         |

| Crecimiento | Equipo proveniente del Campeonato Alagoano de Segunda División 2021. |

## Primera fase

### Tabla de posiciones
| Pos. | Equipo                | Pts. | PJ | G | E | P | GF | GC | Dif. | Clasificación          |
| ---- | --------------------- | ---- | -- | - | - | - | -- | -- | ---- | ---------------------- |
| 1    | CSA                   | 17   | 7  | 5 | 2 | 0 | 14 | 3  | +11  | Fase final.            |
| 2    | ASA Arapiraca         | 12   | 7  | 3 | 3 | 1 | 15 | 8  | +7   | Fase final.            |
| 3    | Murici                | 11   | 7  | 3 | 2 | 2 | 6  | 4  | +2   | Fase final.            |
| 4    | CRB                   | 11   | 7  | 3 | 2 | 2 | 7  | 7  | 0    | Fase final.            |
| 5    | CSE                   | 8    | 7  | 2 | 2 | 3 | 12 | 6  | +6   |                        |
| 6    | Cruzeiro de Arapiraca | 7    | 7  | 2 | 1 | 4 | 3  | 7  | −4   |                        |
| 7    | Desportiva Aliança    | 6    | 7  | 1 | 3 | 3 | 5  | 8  | −3   |                        |
| 8    | Jacyobá               | 4    | 7  | 1 | 1 | 5 | 3  | 22 | −19  | Descenso de categoría. |

 Fuente: FAF
Criterios de clasificación: 1) Puntos; 2) Partidos ganados; 3) Diferencia de gol; 4) Goles anotados; 5) Enfrentamiento directo entre los equipos en cuestión; 6) Menor cantidad de tarjetas rojas; 7) Menor cantidad de tarjetas amarillas; 8) Sorteo.

### Resultados
| Local \ Visitante     | ASA | CRB | CRU | CSA | CSE | DAL | JAC | MUR |
| --------------------- | --- | --- | --- | --- | --- | --- | --- | --- |
| ASA Arapiraca         | —   | —   | 0–0 | 2–2 | —   | —   | —   | 2–0 |
| CRB                   | 1–4 | —   | 1–0 | —   | —   | 2–0 | —   | 1–1 |
| Cruzeiro de Arapiraca | —   | —   | —   | —   | 2–1 | 1–0 | 0–2 | —   |
| CSA                   | —   | 1–0 | 2–0 | —   | 0–0 | —   | 5–0 | —   |
| CSE                   | 4–1 | 0–1 | —   | —   | —   | 1–1 | 6–0 | —   |
| Desportiva Aliança    | 1–1 | —   | —   | 1–3 | —   | —   | 2–0 | 0–0 |
| Jacyobá               | 0–5 | 1–1 | —   | —   | —   | —   | —   | 0–3 |
| Murici                | —   | —   | 1–0 | 0–1 | 1–0 | —   | —   | —   |

## Fase final

#### Cuadro de desarrollo
|  | Semifinales               | Semifinales               | Semifinales               | Semifinales               | Semifinales               |   |   | Final           | Final           | Final           | Final           | Final           |  |
|  | 30 de marzo al 6 de abril | 30 de marzo al 6 de abril | 30 de marzo al 6 de abril | 30 de marzo al 6 de abril | 30 de marzo al 6 de abril |   |   | 9 y 13 de abril | 9 y 13 de abril | 9 y 13 de abril | 9 y 13 de abril | 9 y 13 de abril |  |
|  |                           |                           |                           |                           |                           |   |   |                 |                 |                 |                 |                 |  |
|  |                           |                           |                           |                           |                           |   |   |                 |                 |                 |                 |                 |  |
|  | 2                         | ASA Arapiraca             | 2                         | 2                         | 4                         |   |   |                 |                 |                 |                 |                 |  |
|  | 2                         | ASA Arapiraca             | 2                         | 2                         | 4                         |   |   |                 |                 |                 |                 |                 |  |
|  | 3                         | Murici                    | 1                         | 0                         | 1                         |   |   |                 |                 |                 |                 |                 |  |
|  | 3                         | Murici                    | 1                         | 0                         | 1                         |   | 2 | ASA Arapiraca   | 1               | 0               | 1               |                 |  |
|  |                           |                           |                           |                           |                           |   | 2 | ASA Arapiraca   | 1               | 0               | 1               |                 |  |
|  |                           |                           | 4                         | CRB                       | 2                         | 2 | 4 |                 |                 |                 |                 |                 |  |
|  | 1                         | CSA                       | 4                         | CRB                       | 2                         | 2 | 4 | 1               | 0               | 1 (2)           |                 |                 |  |
|  | 1                         | CSA                       |                           |                           |                           |   |   | 1               | 0               | 1 (2)           |                 |                 |  |
|  | 4                         | CRB (p)                   | 0                         | 1                         | 1 (4)                     |   |   |                 |                 |                 |                 |                 |  |
|  | 4                         | CRB (p)                   | 0                         | 1                         | 1 (4)                     |   |   |                 |                 |                 |                 |                 |  |
|  |                           |                           |                           |                           |                           |   |   |                 |                 |                 |                 |                 |  |

|  | Tercer lugar    |        |   |   |    |  |
|  | 9 y 12 de abril |        |   |   |    |  |
|  |                 |        |   |   |    |  |
|  | 1               | CSA    | 2 | 8 | 10 |  |
|  | 1               | CSA    | 2 | 8 | 10 |  |
|  | 3               | Murici | 0 | 0 | 0  |  |
|  | 3               | Murici | 0 | 0 | 0  |  |

Nota: El equipo que ocupa la primera línea es el que define la serie como local.
| Bandera del estado de Alagoas |
| Campeón                       |
| CRB 32.° título               |

## Clasificación final
| Pos. | Equipo                | Pts. | PJ | G | E | P | GF | GC | Dif. | Clasificación                                                  |
| ---- | --------------------- | ---- | -- | - | - | - | -- | -- | ---- | -------------------------------------------------------------- |
| 1.°  | CRB (C)               | 20   | 11 | 6 | 2 | 3 | 12 | 9  | +3   | Copa de Brasil 2023 y Copa do Nordeste 2023.                   |
| 2.°  | ASA Arapiraca         | 18   | 11 | 5 | 3 | 3 | 20 | 13 | +7   | Copa de Brasil 2023, Pre-Copa do Nordeste 2023 y Serie D 2023. |
| 3.°  | CSA                   | 26   | 11 | 8 | 2 | 1 | 25 | 4  | +21  | Copa de Brasil 2023 y Pre-Copa do Nordeste 2023.               |
| 4.°  | Murici                | 11   | 11 | 3 | 2 | 6 | 7  | 18 | −11  |                                                                |
| 5.°  | CSE                   | 8    | 7  | 2 | 2 | 3 | 12 | 6  | +6   |                                                                |
| 6.°  | Cruzeiro de Arapiraca | 7    | 7  | 2 | 1 | 4 | 3  | 7  | −4   | Serie D 2023.                                                  |
| 7.°  | Desportiva Aliança    | 6    | 7  | 1 | 3 | 3 | 5  | 8  | −3   |                                                                |
| 8.°  | Jacyobá               | 4    | 7  | 1 | 1 | 5 | 3  | 22 | −19  | Segunda División 2023.                                         |

Reglas de clasificación: 1) Puntos; 2) Partidos ganados; 3) Diferencia de gol; 4) Goles anotados; 5) Enfrentamiento directo entre los equipos en cuestión; 6) Menor cantidad de tarjetas rojas; 7) Menor cantidad de tarjetas amarillas; 8) Sorteo.

Nota: El cupo de clasificación para la Serie D 2023 pasó a manos de ASA Arapiraca, debido a que CRB disputa la Serie B en 2022.

## Definición para Copa de Brasil 2023
El tercer y último cupo disponible para clasificar a la Copa de Brasil 2023, lo definen el equipo que termine en tercer puesto (CSA) contra el campeón de la Copa Alagoas 2022 (Cruzeiro de Arapiraca).
| Local en la ida       | Global | Local en la vuelta | Ida   | Vuelta |
| --------------------- | ------ | ------------------ | ----- | ------ |
| Cruzeiro de Arapiraca | 1 – 5  | CSA                | 1 – 2 | 0 – 3  |